# Ordine dei Nuovi Templari

Bandiera dell'Ordine dei Nuovi Templari.

L'Ordine dei Nuovi Templari è stata una confraternita ario-cristiana creata in Austria, e poi diffusasi in Germania, Svezia e Persia, nel 1905 dal monaco cattolico Adolf Lanz, meglio noto come Jörg Lanz von Liebenfels, insieme ad alcuni pastori protestanti fuoriusciti dalla Chiesa luterana, e che celebrava un perduto e idilliaco mondo proto-ariano.
Questa associazione nacque dalla gnosi razzistico-elitarista del fondatore, che riteneva di aver raccolto l'eredità lasciata da mistici, nobili e cavalieri medievali (in particolare l'ordine dei Templari).

## Storia
I Nuovi Templari, basandosi su una concezione romantico-razzista, interpretavano la storia come una continua lotta tra la razza ariana e le razze inferiori; in particolare consideravano le Crociate come una sacra missione che aveva per fine ultimo quello di bloccare l'avanzata delle "razze inferiori" verso Ovest. Nei loro racconti pellegrinaggi mistici ed eroismo cavalleresco si combinavano per creare una temperie emotiva nella quale la figura del cavaliere del Graal simboleggiava la ricerca spirituale di valori eterni da parte dell'uomo inserito in un banalizzato mondo moderno basato su assunti materialistici.
Nel Natale 1907 in un castello dell'Alta Austria, il Burg Werfenstein, uomini con tuniche bianche rossocrociate - i maghi delle rune - issano una bandiera con la svastica  celebrando riti del solstizio invernale a  Baldur, il dio pagano del Sole. Siamo così agli inizi dell'Ordine dei Nuovi Templari.